# Encrasicholina devisi
Encrasicholina devisi is een straalvinnige vis uit de familie van de ansjovissen (Engraulidae) en behoort derhalve tot de orde van haringachtigen (Clupeiformes). De vis kan een lengte bereiken van 8 centimeter.

## Leefomgeving
De soort komt in zeewater en brak water voor. De vis prefereert een tropisch klimaat en komt voor in de Grote en Indische Oceaan op dieptes tussen 10 en 13 meter.

## Relatie tot de mens
Encrasicholina devisi is voor de visserij van beperkt commercieel belang. In de hengelsport wordt er weinig op de vis gejaagd.